# Tucaninho-verde
Tucaninho-verde ou tucaninho-de-pontas-castanhas (Aulacorhynchus derbianus) é uma ave piciforme da família Ramphastidae (tucanos). Recebeu esse nome por causa da sua coloração verde na maior parte do seu corpo. Habita áreas montanhosas cobertas pela floresta tropical. Se alimenta de frutas, usando seu longo bico para apanhá-las. Vive em matas fechadas. Vive em casais ou em grupos com até 10 indivíduos, deslocando-se pelas copas das árvores. Pousado silenciosamente nas copas das árvores, é uma ave que passa facilmente despercebida em razão de sua coloração verde. Já foi registrado na fronteira do Brasil com a Venezuela, na Serra Tapirapecó.

## Subespécies
São reconhecidas três subespécies:
- Aulacorhynchus whitelianus whitelianus (Salvin & Godman, 1882) - ocorre nas montanhas do Sul da Venezuela e no Norte das Guianas. Apresenta cor verde esmeralda predominante. O bico possui uma estreita faixa branca, na base, evidenciada pelo marrom avermelhado que recobre a maior parte desta estrutura. Além disso, uma faixa negra e delgada estende-se, nas laterais, da base à ponta do bico;
- Aulacorhynchus whitelianus duidae (Chapman, 1929) - ocorre nas Montanhas do Sul da Venezuela e na região adjacente no Norte do Brasil. além do tamanho menos, difere da anterior pela ausência de azul na nuca, pela menor intensidade dessa mesma cor na região perioftálmica e, ainda, apresenta a maxila de cor marrom avermelhado. Há menos quantidade de castanho nas pontas das penas da cauda;
- Aulacorhynchus whitelianus osgoodi (Blake, 1941) - ocorre no Sul da Guiana, nos Montes Acary e no Suriname, nos Montes Wilhelmina e Tafelberg. Assemelha-se às demais, porém de tamanho ainda mais reduzido.